# 조성욱 (축구 선수)
조성욱(한국 한자: 趙成昱, 1995년 3월 22일 ~ ) 은 대한민국의 축구 선수이며 포지션은 수비수이다. 현재 포항 스틸러스에서 활약하고 있다.

## 축구인 경력
2017
제48회 전국추계대학축구연맹전 수비상
2017
제53회 춘계대학축구연맹전 우수선수상
2017
한국대학축구연맹시상식 우수선수상
2016
KEB하나은행 FA컵 3라운드 맨오브더라운드
타이페이 하계 유니버시아드대회 남자 축구 국가대표
AFC U-23 챔피언십 국가대표
2018시즌을 앞두고 조성욱은 K리그1의 성남 FC에 입단했다.
2019시즌을 앞두고 경남 FC로 임대되었다.
2020시즌을 앞두고 진주 시민축구단으로 임대되었다.